# Conrad Bube

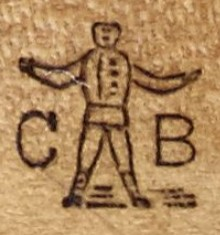
Logo des „Buben“ mit ausgebreiteten Armen zwischen dem Monogramm C B

Conrad Bube (geboren 30. Juni 1828 in Hannover; gestorben 10. Januar 1894) war ein deutscher Mechaniker, Fabrikant sowie Senator. Er produzierte unter anderem Gliedermaßstäbe, die als „Hannoversche Zollstöcke“ international bekannt wurden.

## Leben

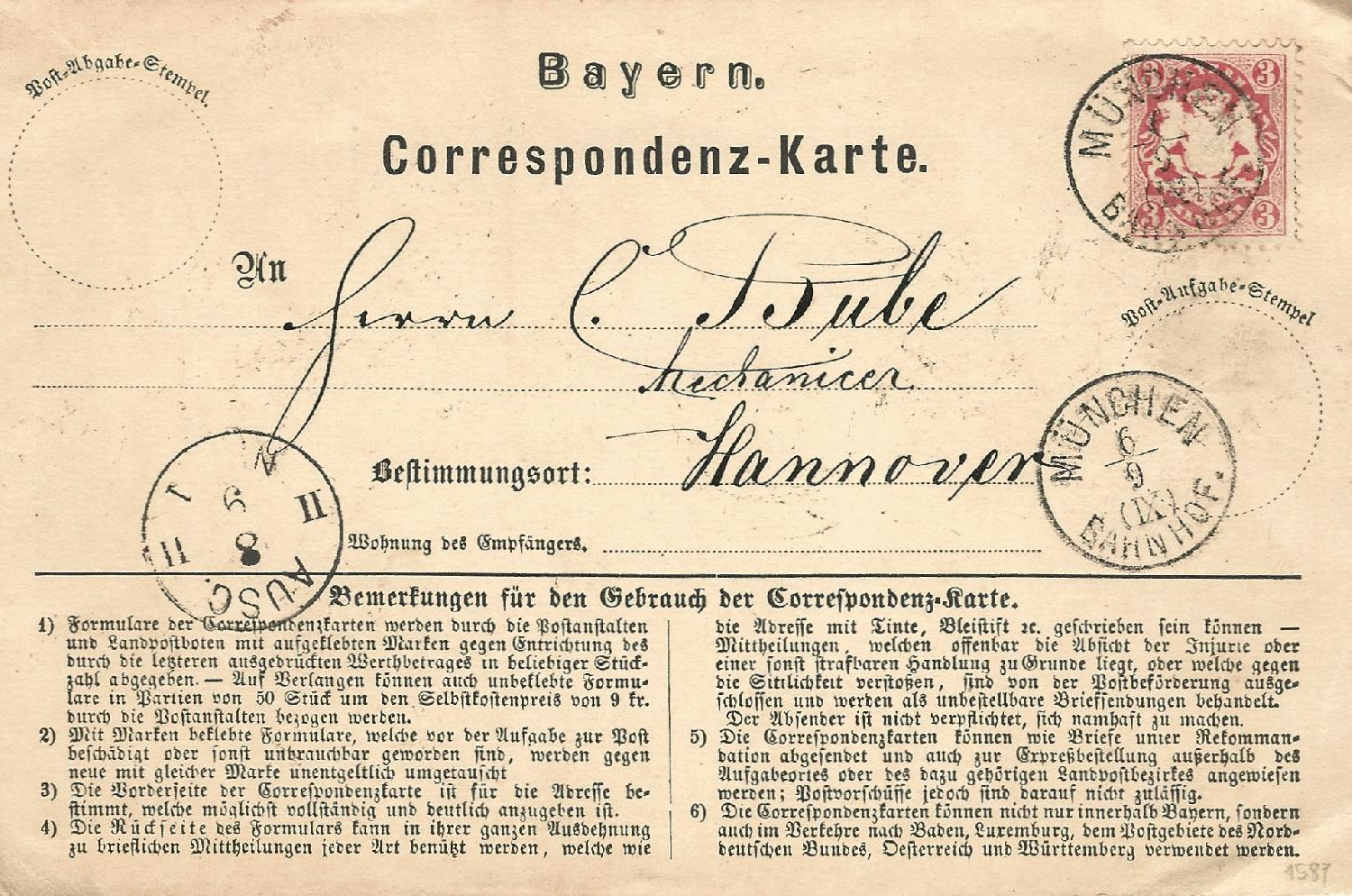
Correspondenz-Karte von T. Ertel Sohn 1870 aus München an „Herrn C. Bube, Mechanicer“ mit der Bitte um Zusendung von Maßstäben

Nach dem Besuch der Höheren Bürgerschule (jetzt: Tellkampfschule) absolvierte Conrad Bube eine Lehre bei dem Mechaniker Carl August Klindworth. 1854 gründete Bube eine Werkstatt für physikalische Apparate und Modelle. Nach der Einführung des metrischen Systems im Norddeutschen Bund fertigte er ab 1868 hölzerne Gliedermaßstäbe, die schnell als Hannoverschen Zollstöcke international bekannt wurden. Bald produzierte Bube äußerst präzise Maßstäbe aller Art in Fuß, Zoll oder russischen Längeneinheiten, für die er mehrfach international geehrt wurde (siehe Abschnitt Auszeichnungen).
1877 wurde Bube Bürgervorsteher und 1882 bürgerlicher Senator als Mitglied der Nationalliberalen Partei. Als solcher war er in mehreren Kommissionen und Ausschüssen tätig und förderte auch das Schulturnen.
Mit Albert Knoevenagel und Louis Eilers gehörte Bube zu den Gründern des Vereins zur Überwachung der Dampfkessel, dem Vorläufer des heutigen TÜVs, und war Vorsitzender der „Werkzeugkommission des Gewerbevereins für das Königreich Hannover“ bzw. seiner Nachfolgerin.
Bube war Mitglied des Vereins Deutscher Ingenieure (VDI) und Mitbegründer des Hannoverschen Bezirksvereins des VDI, dem er 1873, 1876 und 1879 vorsaß.

## Die Firma nach 1894

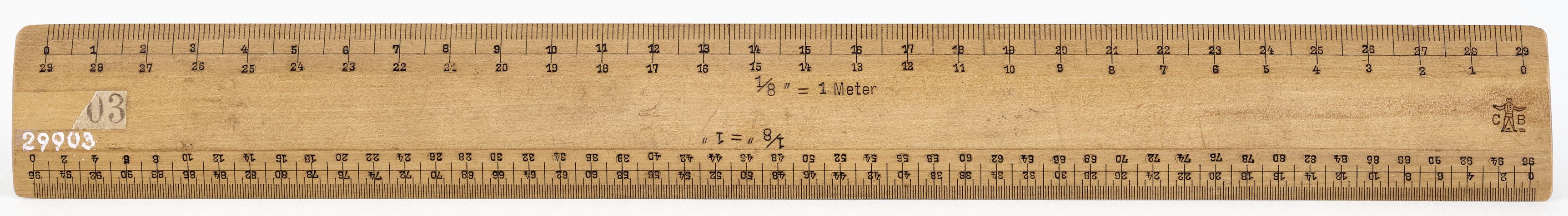
Hölzerner Reduktionsmaßstab der Firma C. Bube, Spezialfabrik für Maßstäbe u. Messwerkzeuge mit gegenläufigen Skalen;
um 1910; Deutsches Museum

Nach dem Tode von Conrad Bube firmierte das Unternehmen noch 1927 als „C. Bube, Spezialfabrik für Maßstäbe u. Messwerkzeuge“. 1930 wurde der bereits verkleinerte Betrieb aus der Sutelstraße nach Linden verlegt und dort 1931 endgültig stillgelegt.

## Auszeichnungen
Für „seine praktisch zu handhabenden mustergültigen und weltbekannten Maßstäbe in zuverlässiger und eichungsgerechter Maßeinteilung (erhielt das von Conrad Bube gegründete Unternehmen) zahlreiche Prämien und Auszeichnungen auf in- und ausländischen Ausstellungen“, darunter
- 1859 in Hannover
- 1872 in Moskau
- 1873 in Wien
- 1878 wieder in Hannover
- 1893 in Chicago und
- 1900 in Paris.[1]

## Conrad-Bube-Weg
Der 2002 im hannoverschen Stadtteil Bothfeld angelegte Conrad-Bube-Weg wurde nach dem Gründer der Maßstabfabrik benannt.